# Lilioceris dentifemoralis
Lilioceris dentifemoralis là một loài bọ cánh cứng trong họ Chrysomelidae. Loài này được Long miêu tả khoa học năm 1988.